# Narath
Narath é uma vila no distrito de Kannur, no estado indiano de Kerala.

## Demografia
Segundo o censo de 2001, Narath tinha uma população de 12 553 habitantes. Os indivíduos do sexo masculino constituem 48% da população e os do sexo feminino 52%. Narath tem uma taxa de literacia de 80%, superior à média nacional de 59,5%: a literacia no sexo masculino é de 84% e no sexo feminino é de 76%. Em Narath, 12% da população está abaixo dos 6 anos de idade.